# Cintheaux
Cintheaux è un comune francese di 191 abitanti situato nel dipartimento del Calvados nella regione della Normandia.

## Società

### Evoluzione demografica
Abitanti censiti